# Guyana Badminton Association
Die Guyana Badminton Association (GBA) ist die oberste nationale administrative Organisation in der Sportart Badminton in Guyana. Der Verband wird durch die guyanische Badmintonnationalmannschaft repräsentiert.

## Geschichte
Die Guyana Badminton Association wurde Anfang der 1970er Jahre gegründet, als erste Teilnahmen an den Carebaco-Meisterschaften erfolgten. Der Verband wurde später Gründungsmitglied im kontinentalen Dachverband Pan American Badminton Confederation und in der Badminton World Federation, damals noch als International Badminton Federation bekannt. Internationale Titelkämpfe von Guyana gibt es derzeit nicht. Drei Mal richtete Guyana jedoch Carebaco-Meisterschaften aus. Die Guyana Badminton Association gehört der Guyana Olympic Association an.

## Bedeutende Veranstaltungen, Turniere und Ligen
- Einzelmeisterschaften
- EMannschaftsmeisterschaften

## Bedeutende Persönlichkeiten
- Gokarn Ramdhani (langjähriger Präsident)